# Arctornis niphobola
Arctornis niphobola är en fjärilsart som beskrevs av Collenette 1932. Arctornis niphobola ingår i släktet Arctornis och familjen tofsspinnare. Inga underarter finns listade i Catalogue of Life.